# Demmy Druyts
Demmy Druyts (Wilrijk, 4 oktober 1995) is een Belgisch wielrenster.
Tot 2017 reed ze samen met haar zussen Kelly, Jessy en Lenny voor Topsport Vlaanderen-Etixx-Guill D'or. Hun broer Gerry is ook wielrenner. In oktober 2017 vormde de wielerfamilie Druyts een onderdeel in het programma Iedereen beroemd bij de VRT. In 2018 en 2019 reed ze voor Doltcini-Van Eyck Sport en vanaf 2020 voor Chevalmeire.